# 5816 Потсдам
5816 Потсдам (5816 Potsdam) — астероїд головного поясу, відкритий 11 січня 1989 року.
Тіссеранів параметр щодо Юпітера — 3,211.